# ستیویا ابیس میکونی
ستیویا ابیس میکونی (ژاپنی: 三國 スティビアエブス؛ زادهٔ ۳۱ مهٔ ۱۹۹۸) یک بازیکن فوتبال اهل ژاپن است.
از باشگاه‌هایی که در آن بازی کرده‌است می‌توان به باشگاه فوتبال میتو هولیهوک اشاره کرد.